# Billete de polímero

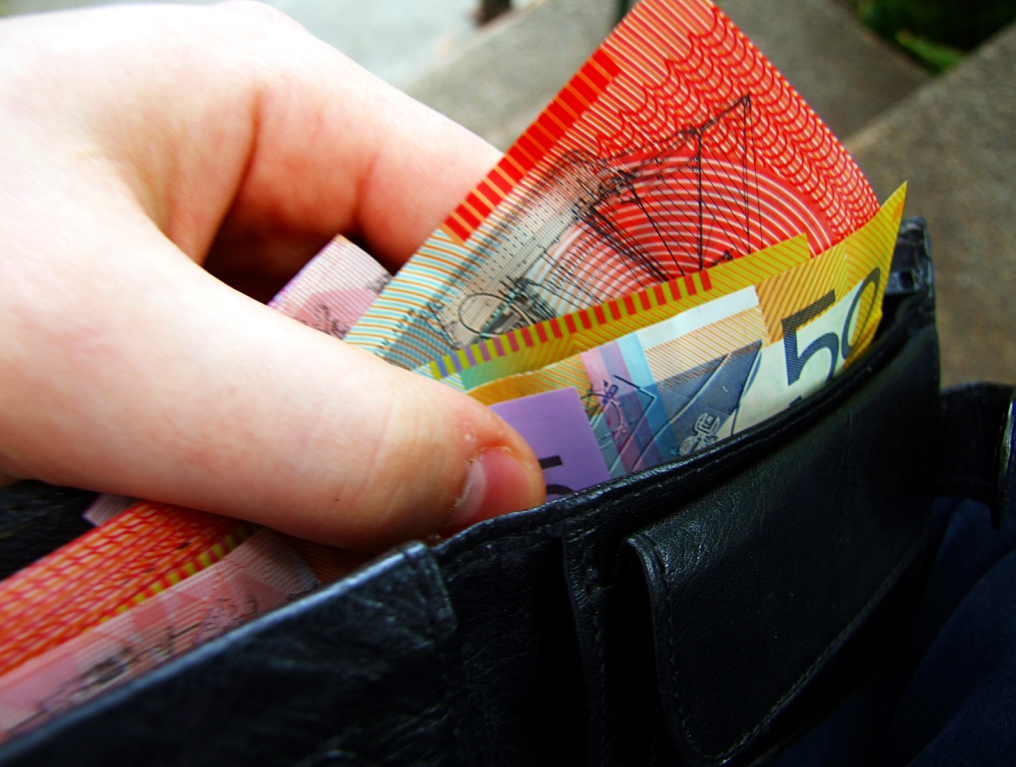
Billetes de polímero, en uso en Australia desde 1988.

El billete de polímero fue desarrollado por el Banco Central de Reserva de Australia (RBA), la Organización para la Investigación Científica e Industrial (CSIRO) y la Universidad de Melbourne y fue emitido por primera vez en Australia en 1988. Estos billetes están fabricados con un polímero de polipropileno biaxialmente orientado (BOPP), que aporta un gran avance en términos de conservación y durabilidad del billete. Los billetes de polímero también incorporan muchas medidas de seguridad que no están disponibles en los tradicionales billetes de papel de algodón, haciendo que su falsificación sea mucho más complicada.
Existen tres tipos de billetes plásticos fabricados en polímero, en la actualidad se utilizan los denominados como Guardian y los Híbridos, el primer tipo consiste en un billete de polímero al completo, con ventanas transparentes y otras medidas de seguridad típicas de este tipo de billetes; el segundo tipo responde a un billete tradicional de papel que ha sido perforado con un hueco en forma de ventana al que se le aplica una tira de material polimérico, es decir, logra combinar las medidas de seguridad típicas de un billete de papel de algodón con los actuales de polímero. En los años 1980 se emitieron algunos billetes de polímero de un tipo denominado Tyvek, pero este tipo de billetes no logró implantarse con satisfacción, y los tres únicos países que adoptaron esta tecnología para su cono monetario, Costa Rica, Haití e Isla de Man, desmonetizaron dichos billetes al poco tiempo de su emisión.

## Medidas de seguridad
Las medidas de seguridad tradicionales de un billete de papel también se pueden aplicar en el billete de polímero. Estas características incluyen la calcografía y tipografías de imprenta, las imágenes latentes, el cambio de color según la inclinación del billete, la microimpresión, y las imágenes de fondo. Los billetes de polímero pueden ser de diferentes colores en el anverso y en el reverso. Al igual que el de papel, los billetes de polímero puede incorporar una marca de agua. Algunas imágenes pueden ser creadas por la aplicación de una tinta ópticamente variable, lo que consigue un cambio de color según el ángulo de visión del billete. Los hilos de seguridad también se pueden incrustar en el billete de polímero, estos pueden ser magnéticos, fluorescentes, fosforescentes, microimpresos, etc. Al igual que el billete de papel, el de polímero puede ser impreso con relieves y zonas sensibles al tacto para su mejor identificación por personas con deficiencias ópticas.
Los billetes de polímero incluyen una medida de seguridad muy característica y que hasta 2006 no estaba disponible en los de papel, la ventana transparente. Esta ventana los hace fácilmente identificables y a su vez, prácticamente infalsificables.

## Países emisores de billetes de polímero

### África

#### Guardian
- Angola:  200, 500, 1000, 2000 kwanza (. 2020)

- Botsuana: 10 pula (com. 2018)

- Cabo Verde: 200, 5000 escudo (com. 2014)

- Egipto: 10, 20 Libra egipcia (com. 2022)

- Gambia: 200 Dalasi (com. 2014)

- Libia: 1, 5 Dinar libio

- Marruecos: 20 Dírham marroquí (com. 2019)

- Mauricio: 25, 50, 500, 2.000 Rupia ()

- Mauritania: 50, 100, 200, 500, 1000 Uguiya

- Mozambique: 20, 50, 100 Metical (com. 2014)

- Nigeria: 5, 10, 20, 50  Naira

- Namibia: 30 dólares namibios (com. 2020)

- Santo Tomé y Príncipe: 5, 10 dobras (2016)

- Zambia: 500, 1000 kuachas (com. 2003)

### América

#### Guardian
- Barbados: 2, 20  Dólar barbadense (com. 2022)
- Brasil: 10 reales (com. 2000)
- Canadá: 5, 10, 20, 50 y 100 Dólares
- Chile: 1000, 2000 y 5000 Pesos (com. 2009)[1]
- Costa Rica: 1000, 2000 , 5000, 10.000, 20.000 Colones
- Guatemala: 1 y 5 Quetzales, (este último de nuevo en sustrato de algodón desde 2018).
- Guyana:  2000 Dólares (com. 2022)
- Haití: 20 Gourde  (com. 2013)
- Honduras: 20 Lempiras (com. 2008)
- Jamaica: 50, 100,  500, 1000, 2000, 5000 Dólar jamaicano (com. 2022)
- México: 20, 50, y 100 Pesos.
- Nicaragua: 5, 10, 20, 50, 100, 200, 500 y 1000 Córdobas.
- Paraguay: 2000 y 5000 Guaraníes
- República Dominicana: 20 Pesos.
- Trinidad y Tobago: 1, 5, 10, 20, 50, 100 Dólar trinitense
- Uruguay: 20, 50 Pesos  (com. 2018)[2]

#### Híbrido
- Bermudas: 2, 5, 10, 20, 50 y 100 Dólares.
- Jamaica: 5000 Dólares.

#### Tyvek
- Costa Rica: 20 Colones (retirado de circulación en 1983).
- Haití: 1, 2, 50, 100, 250, 500 gourdes (retirados de circulación en 1983).

### Asia

#### Guardian
- Arabia Saudita: 5 riales 2020
- Bangladés: 10 takas (de nuevo en papel desde 2002)
- Brunéi: 1, 5, 10, 20 (com. 2007), 50, 100, 500, 1000 y 10.000 Ringgit.
- China: 20, 100 Yuan (com. 2000)
- Emiratos Árabes Unidos: 5, 10, 50, 1000 Dirhams ( 2020)
- Filipinas: 1000 Piso filipino
- Hong Kong: 10 dólares
- Indonesia: 50.000 (de nuevo en papel desde 1999) y 100.000 rupias (de nuevo en papel desde 2004)
- Israel: 20 Shekels.
- Kuwait: 1 Dinar (com. 2014)
- Líbano: 50.000, 100.000 Libra (com. 2013)
- Malasia: 1,5 y 50 Ringgit (com. 1998) (1 y 5 Riggit nueva serie)
- Maldivas:  5, 10, 20, 50, 100, 500, 10000 Rupias.
- Nepal: 10 Rupias.
- Catar: 22  Riyales (com. 2022)
- Singapur: 2, 5, 10, 20, 50 (com. 2007), 50 (com. 1990) Dólares.
- Sri Lanka: 200 Rupias (com. 1998)
- Tailandia: 20, 50, 100, 500 y 1.000  Bahts(com. 2013)
- Taiwán: 50 Dólares (com. 1999)

- Vietnam: 50 (com. 2001), 10.000, 20.000, 50.000, 100.000 200.000 y 500.000 Đồng.

##### Híbridos
- Emiratos Árabes Unidos: 500 Dirhams.
- Irak: 10000 y 25000 dinares (desde 2013)
- Kazajistán: 1000 (com. 2010) y 10.000 tenges.

- Omán: 5, 10 ,20 y 50  riales.
- Catar: 100 y 500 Riyales.

### Europa

#### Guardian
- Albania: 200 lekes
- Escocia: 5, 10, 20, 50 y 100 libras
- Gibraltar: 100  libras
- Inglaterra: 5, 10, 20 y 50  Libra
- Irlanda del Norte: 5, 10, 20, 50 Libra (com. 2000)
- Macedonia del Norte: 10, 50 Denar
- Polonia:  20 Zloty (com. 2014)
- Rumania: 10.000, 50.000, 100.000, 500.000 y 1.000.000 de antiguos Lei (retirados en 2005). 1, 5, 10, 20, 50, 100, 200, 500 Lei.

#### Híbridos
- Bulgaria: 20 Leva (com. 2005)
- Letonia: 100 y 500 Latis.
- Rusia: 100 rublos. (desde 2014 conmemorativo juegos olímpicos)

#### Tyvek
- Isla de Man: 1 libras (retirado de circulación en 1983).

### Oceanía

#### Guardian
- Australia: 5, 10, 20, 50 y 100 dólares.
- Fiyi: 5 y 50 dólares.
- Nueva Zelanda: 5, 10, 20, 50 y 100 dólares.
- Papúa Nueva Guinea: 2, 5, 10, 20, 50 y 100 Kina.
- Samoa: 2, 10 Tala.
- Islas Salomón: 2, 5, 40 Dólares.
- Vanuatu: 200, 500, 1000, 5000 y 10.000 Vatu

#### Híbrido
- Fiyi: 100 Dólares.
- Islas Salomón: 50 Dólares.
- Papúa Nueva Guinea: 100 Kina (com. 2008)
- Samoa: 50 y 100 Tala.
- Tonga: 100 Pa'anga.